# Гайдельберзький епіграфічний банк даних
Гайдельберзький епіграфічний банк даних – доступний онлайн банк даних був заснований в 1986 році в рамках Наукової програми імені Лейбніца. З 1993 року входить в структуру Гайдельберзької академії наук, що є складовою Гайдельберзького університету.

## Мета банку даних
Головна мета Гайдельберзького банку даних – зробити безкоштовно доступними через інтернет якомога більший корпус епіграфіки Давнього Риму.

## Структура банку даних
- Епіграфічна текстова база даних (Epigraphische Text-Datenbank) – 60 000 написів (стан: 2010 р.)
- Бібліографічна база даних (Epigraphische Bibliographie-Datenbank) – 13 000 назв, стан: 2011 р.
- База даних з зображеннями Epigraphische Fototheks-Datenbank – 11 000 зображень (стан: 2011 р.)